# Zalman
Zalman Tech Co. es una empresa coreana que desarrolla y provee productos del mercado de accesorios de computadoras de escritorio con un enfoque principal en las mejoras en refrigeración.
Zalman ha hecho un considerable desarrollo de productos desde su fundación 1999, y ahora posee varias patentes centradas en la refrigeración y la reducción de ruido en ventiladores. Los Sistemas de computadoras personales pueden generar mucho calor y ruido,la gestión es lo importante para qué modificar o hacer montaje en los sistemas informáticos. La gama de productos de Zalman incluye soluciones de disipadores, ventiladores para CPU, como también fuentes de alimentación, refrigeración líquida para computadoras de escritorio, disipadores para chipset de placas madres,disipadores y combo de ventiladores de refrigeración para tarjetas gráficas, refrigeración para computadoras portátiles, gabinetes y refrigeración en caja para discos duros para disminuir temperatura y reducir ruido.
Fue el primer fabricante de un gabinete sin-ventilador. Se utilizó un diseño basado en la aleta para disipar el calor con calor la generación de componentes como la tarjeta gráfica y la placa de calor transfiere al cuerpo de caja a través de un sistema de heat pipes y radiadores.
Zalman introdujo el CNPS9500AM2. El cual es el primer disipador de calor con compatibilidad específicamente para Socket AM2 el 23 de mayo de 2006.

## Monitores
Zalman ha sido uno de los primeros y de los más conocidos en el campo de los monitores LCD estereoscopios (tres dimensiones), los cuales utilizan gafas 3D polarizadas. Estos productos permiten al usuario jugar juegos y otras actividades multimedia 3D en Full 3D estereoscopico (pero con un 50% de baja en los cuadros por segundo verticales siendo sólo cada línea secundaria vertical vista por cada ojo). Un controlador 3D requiere la resolución nativa vertical.
- M190 (4:3)
- M215W (full HD)
- M220W (pantalla pivoteada)
- M240W (full HD)
- M320W-F (full HD)
- SG100G (gafas)
- SG100C (clip)

## Galería

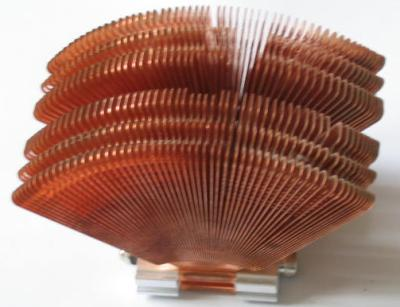
El disipador de cpu de cobre tipo "flor" de Zalman.
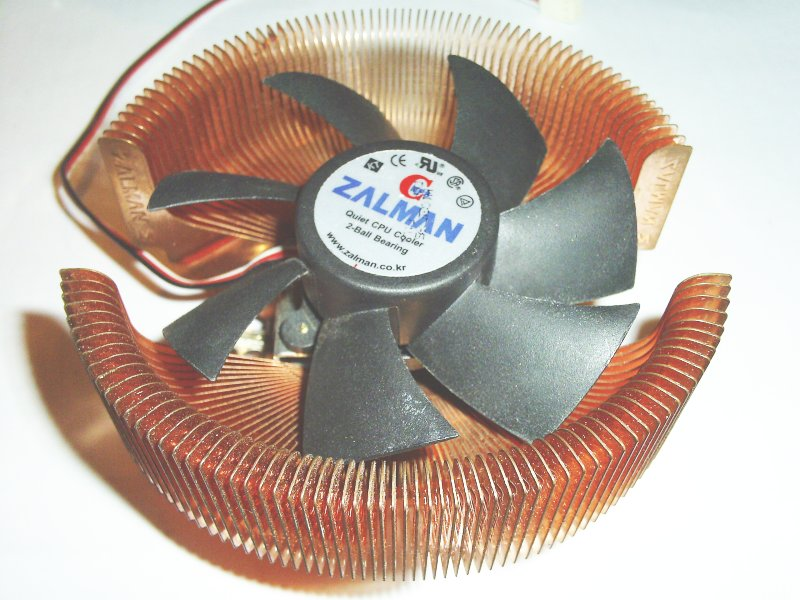
Un Zalman 7000 para microprocesadores Pentium 4 y Athlon 64.
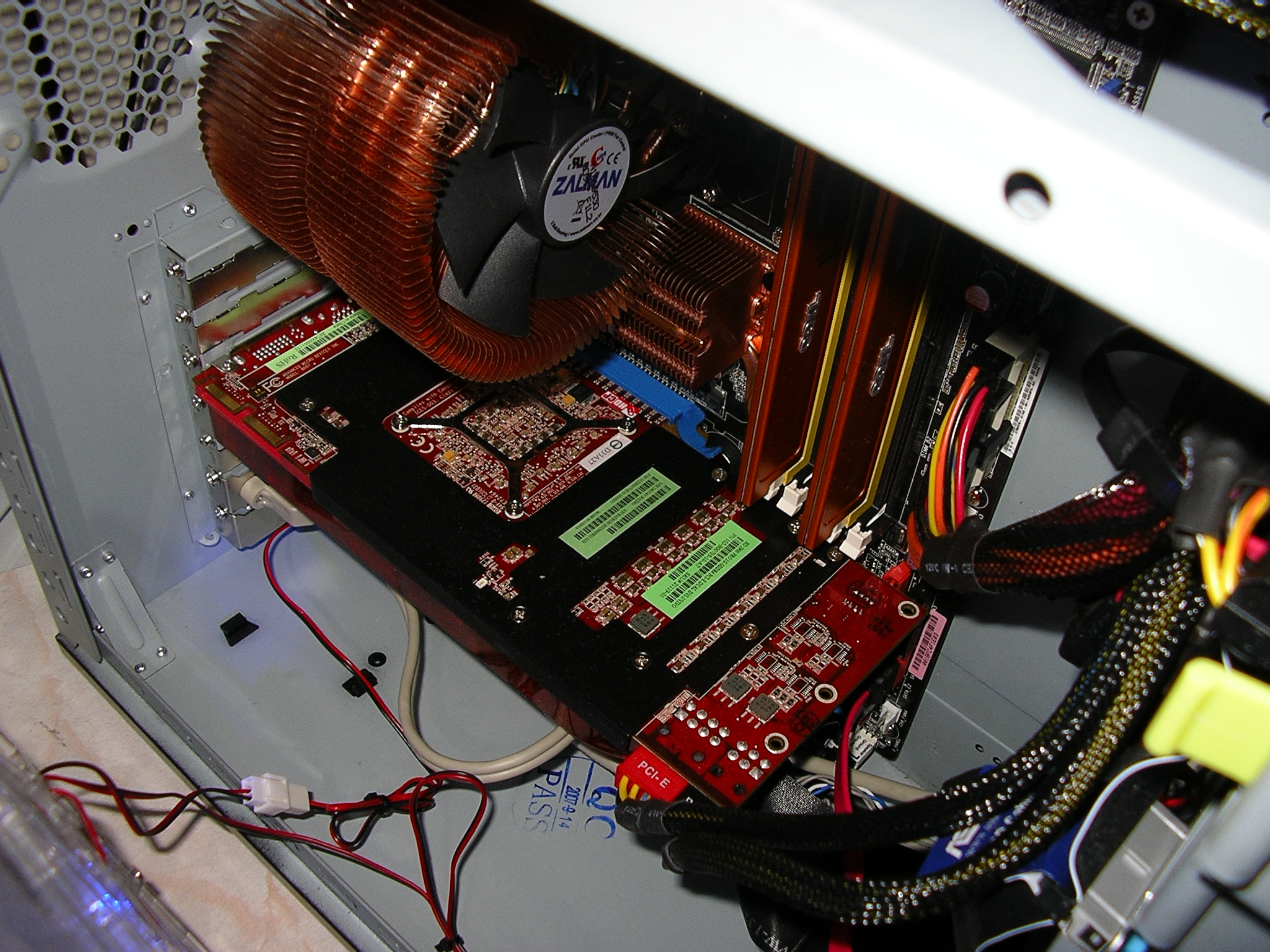
El disipador de cpu de cobre de Zalman CNPS9500AT "super-flor".
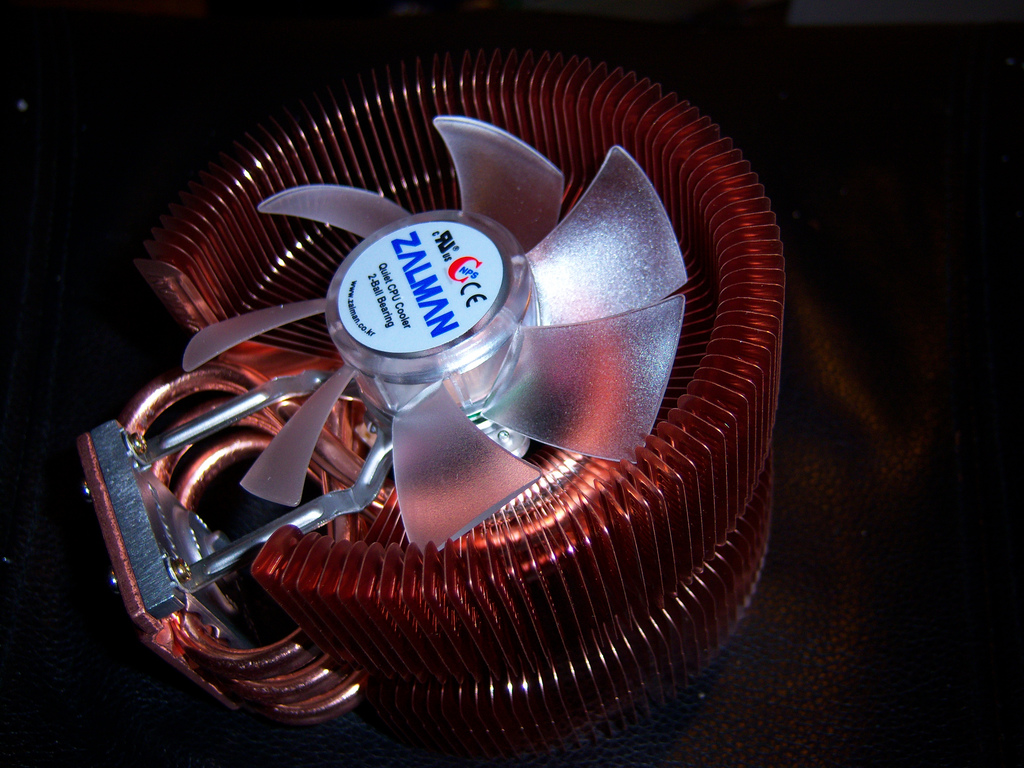
El Zalman  CNPS9500AT "super-flower" Disipador de calor de CPU de cobre